# Oskars Kļava
Oskars Kļava (Liepāja, 8 de agosto de 1983) é um ex-futebolista e treinador de futebol letão que atuava como zagueiro. Atualmente é auxiliar-técnico do Valmieras.

## Carreira em clubes
Formado na base do Liepājas Metalurgs, Kļava iniciou a carreira profissional em 2002 e atuou em 201 partidas oficiais (189 pela Virslīga, a primeira divisão nacional), marcando 7 gols. Em janeiro de 2008, realizou testes no Leeds United, que disputava na época a League One inglesa.
Assinou com o Anji Makhachkala em agosto de 2010, vestindo a camisa 83 que tinha o prenome Oskars escrito em vez do sobrenome do zagueiro. Sua estreia foi contra o CSKA, entrando como substituto, disputando mais 10 jogos no time principal e 12 pela equipe reserva (marcando um gol), mas perdeu espaço no elenco após a chegada de Roberto Carlos e foi emprestado ao Khimki por meia temporada. Kļava também entrou em campo 11 vezes com a camisa dos Krasno-chyornye, voltando ao Anji no final de 2011.
Voltou à Letônia em 2012 para defender novamente o Liepājas Metalurgs, mas a segunda passagem durou apenas 14 partidas e 2 gols marcados. Defendeu ainda AZAL e Liepāja antes de se aposentar em 2017, aos 34 anos.

## Seleção Letã
Estreou pela Seleção Letã em 2005, num amistoso contra a Tailândia.
Em 65 jogos disputados, o zagueiro fez apenas um gol, na vitória por 4 a 2 sobre a Islândia, pelas eliminatórias da Eurocopa de 2008.

## Carreira de treinador
Sua estreia como treinador foi em 2022, no Spartaks Jūrmala, comandando o clube em 5 jogos. Trabalhou ainda como auxiliar-técnico do Grobiņas SC antes de exercer a função no Valmieras desde junho de 2024.

## Títulos
Liepājas Metalurgs
- Virslīga: 2005, 2009
- Copa Letã: 2006
- Liga Báltica de Futebol: 2007

Seleção Letã
- Copa Báltica: 2008, 2012